# Ophiomyia fennoniensis
Ophiomyia fennoniensis är en tvåvingeart som beskrevs av Spencer 1976. Ophiomyia fennoniensis ingår i släktet Ophiomyia och familjen minerarflugor.
Artens utbredningsområde är Finland. Inga underarter finns listade i Catalogue of Life.